# Fundătura îngerilor (roman)
Fundătura îngerilor (în engleză: Angel Pavement) este un roman de J. B. Priestley, publicat în 1930, după succesul romanului precedent The Good Companions (1929).
Fundătura îngerilor este o panoramă socială a orașului Londra, văzută în mare măsură prin ochii angajaților firmei Twigg & Dersingham, de pe strada Fundătura îngerilor, nr. 8. Viețile lor se schimbă total după sosirea misteriosului domn Golspie, care asigură viitorul companiei lor de furnir și incrustații prin importuri din Marea Baltică. Povestea are ca fundal nivelurile ridicate ale șomajului și insecuritatea economică din Londra de la sfârșitul anilor 1920, chiar înainte de Marea criză economică.
Dedicat lui C. S. Evans, editorul lui Priestley de la Editura Heinemann, romanul a fost început în octombrie 1929 și finalizat în aprilie 1930. S-a vândut aproape la fel de bine ca predecesorul său.

## Personaje
- James Golspie și fiica lui, Lena
- Familia Dersingham:
  - Howard Bromport Dersingham, nepotul proprietarului inițial
  - Doamna Dersingham, soția lui
- Prietenii familiei Dersingham:
  - Domnul și doamna Pearson, pensionați din Singapore (cap. 3 și 11)
  - Domnișoara Verever, o rudă îndepărtată a doamnei Dersingham (cap. 3 și 11)
  - Maiorul Trape și doamna Trape, un agent imobiliar și soția sa (cap. 3)
  - Agnes, servitoarea familiei Dersingham (cap. 3)
  - Bucătarul angajat de familia Dersingham (cap. 3)
- Familia Smeeth:
  - Herbert Norman Smeeth, casierul
  - Edie Smeeth, soția lui
  - George (20 de ani) și Edna (17 ani), copiii lor
- Prietenii lui Smeeth:
  - Fred Mitty, un văr al lui Edie care locuiește într-un oraș din nord
  - Doamna Mitty și fiica, Dot
  - Domnul și doamna Dalby, vecinii de la nr. 11 (cap. 6)
- Harold Turgis, tânărul funcționar, de pe strada Nathaniel nr. 9
- Domnul și doamna Pelumpton, proprietarii săi
- Park, un coleg chiriaș cu opinii socialiste (cap. 4)
- Proprietarul străin de la Carrington Villas (cap. 7 și 10)
- Stanley Poole, băiatul de la birou
- Gregory Thorpe, înlocuitorul său (cap. 11)
- Cercul domnișoarei Matfield:
  - Lilian Matfield, dactilografa în vârstă de 29 de ani, care locuiește la Clubul Burpenfield
  - Domnișoara Tattersby, secretara de la Burpenfield
  - Evelyn Ansdell, o prietenă a domnișoarei Matfield (cap. 5)
  - Domnișoara Morrison și domnișoara Cadnam, alte prietene care locuiesc la Burpenfield
  - Domnișoara Kersey, o locatară din Burpenfield
  - Domnul Norman Birtley, un tânăr care se întâlnește cu domnișoara Matfield (cap. 5)
- Poppy Sellers, o nouă dactilografă
- T. Benenden, un tutungiu în Angel Pavement
- Doamna Cross, femeia de serviciu (cap. 1)
- Domnul Goath, vânzătorul (cap. 1)

## Rezumat
Prologul prezintă sosirea la Londra a domnului Golspie, care a călătorit cu un vas cu aburi dintr-o țară baltică fără nume. El discută cu membrii echipajului planurile sale imediate.
Primul capitol conține o descriere detaliată a unei străzi fictive pe nume Fundătura îngerilor și a angajaților de la Twigg & Dersingham. Afacerile nu au fost bune, iar domnul Dersingham încearcă să decidă pe cine să concedieze. Domnul Golspie sosește cu un colet care conține mostre de furnir și incrustații și cere să-l vadă pe domnul Dersingham. După o scurtă întârziere, este primit în biroul domnului Dersingham și are loc o discuție lungă, după care ambii bărbați pleacă în mod misterios. Domnul Smeeth este nedumerit, mai ales când domnul Dersingham sună și îi spune să-l concedieze pe furnizorul lor, domnul Goath.
În al doilea capitol este prezentat tutungiul T. Benenden, dar și familia și viața de acasă a domnului Smeeth. A doua zi dimineață, Dersingham încă nu s-a întors la birou, iar în timpul prânzului, domnul Smeeth aude o poveste neplăcută despre eșecul unei firme paravan, Claridge & Molton. El se întreabă dacă absența domnului Dersingham indică faptul că toți sunt pe cale să-și piardă locurile de muncă. Dar domnul Dersingham se întoarce și îl informează pe domnul Smeeth că noul venit i-a oferit o aprovizionare ieftină cu furnir din Marea Baltică, iar viitorul lor este astfel asigurat. În seara următoare, domnul Golspie îl scoate pe domnul Smeeth la un pahar în oraș și îi spune că ar trebui să ceară o mărire de salariu.
Este angajată o nouă dactilografă, Poppy Sellers, iar domnul Dersingham îl invită pe domnul Golspie la o cină fastuoasă la el acasă. Petrecerea nu este un succes, în primul rând din cauza incompetenței servitorilor și în al doilea rând din cauza sosirii neașteptate a fiicei lui Golspie, Lena, care se ceartă cu domnișoara Verever și cu doamna Dersingham.
Al patrulea capitol descrie unul dintre weekendurile triste ale tânărului funcționar singuratic, domnul Turgis, care rătăcește prin Londra și se bucură de orice distracție pe care și-o poate permite. Săptămâna următoare o vede pe Lena Golspie pentru prima dată și este complet bulversat. Al cincilea capitol prezintă lumea îngustă a dactilografei, domnișoara Matfield, și întâlnirea ei dezastruoasă cu Norman Birtley, care este compensată doar de o întâlnire accidentală cu domnul Golspie. Mai târziu, domnul Golspie îi apare și mai fermecător, când, cu puțin timp înainte de a pleca într-o scurtă călătorie, îi cere să ducă niște scrisori la bordul vasului ancorat Lemmala și îi toarnă niște votcă.
Domnului Smeeth i se mărește salariul și sărbătorește mergând la un concert la Queen's Hall, unde ascultă Prima Simfonie a lui Brahms. La întoarcerea acasă, află că fiica sa Edna a fost concediată, dar nu este prea îngrijorat; îi mărturisește soției sale că i s-a mărit salariul, lucru pe care plănuia să-l păstreze secret. Sâmbătă seara, vărul soției sale, Fred Mitty, și familia lui sosesc la o petrecere, iar domnul Smeeth nu îi mai suportă după ce îi deranjează toată casa.
Domnul Turgis devine obsedat de Lena Golspie și se grăbește să o revadă. Tânăra este plictisită și merg împreună la cinematograf. Urmează o a doua întâlnire, dar la a treia întâlnire ea nu se mai prezintă, iar el este devastat. Domnul Golspie se întoarce cu puțin timp înainte de Crăciun, pleacă din nou în Ajunul Crăciunului și se întoarce la timp pentru Ajunul Anului Nou. Începe să se întâlnească în secret cu domnișoara Matfield.
Domnul Smeeth se ceartă cu soția sa și mai târziu este deranjat de plecarea lui Stanley, băiatul de la birou și de un accident rutier în care este implicat tutungiul Benenden. Fiul său, George, pare să fi fost angajat de escroci, iar domnul Golspie face un aranjament cu domnul Dersingham, lucru ce i se pare suspect lui Smeeth. Merge să-l viziteze pe Benenden la spital.
Domnul Turgis este mistuit de gelozie și într-o vineri seară apare neanunțat acasă la Lena și se ceartă cu ea. Crezând că a sugrumat-o, el rătăcește la întâmplare prin Londra înainte de a ajunge la Twigg & Dersingham, unde domnul Golspie și domnișoara Matfield „lucrează până târziu”. Disperat, Turgis recunoaște tot și pleacă cu toții acasă la Lena, dar ea nu mai este acolo, fugise. Domnul Golspie îl concediază pe domnul Turgis, care se întoarce în camera lui închiriată și se gândește să se sinucidă. A doua zi dimineața, după o discuție lungă cu Poppy Sellers, începe să-și petreacă timp în compania ei.
În capitolul 11, domnul Dersingham îi dă vestea domnului Smeeth că domnul Golspie i-a escrocat pe toți și a fugit; firma se confruntă cu un faliment iminent. Domnul Dersingham se întoarce acasă, amețit, iar soția lui se înfurie când îl vede așa. Domnul Smeeth se întoarce acasă și ia la goană familia Mitty, ceea ce îi restabilește energia, la fel ca și simpatia neașteptată din partea doamnei Smeeth.
Epilogul îi înfățișează pe Golspie și fiica lui părăsind Londra și îndreptându-se spre America de Sud.

## Receptare critică
George Orwell a scris o recenzie despre Fundătura îngerilor în The Adelphi în 1930. Orwell, semnând articolul cu numele său real E. A. Blair, a susținut că proza lui Priestley nu reușește să „atingă nivelul de la care începe ficțiunea memorabilă”, fiind lipsită de frumusețe, profunzime și umor și că „opera domnului Priestley este scrisă prea simplist, nu este lucrată așa cum trebuie să fie ficțiunea bună - nu este, în sensul bun al cuvântului, muncită.” Considerând comparațiile dintre Priestley și Charles Dickens absurde, Orwell a sugerat că, lăsând la o parte astfel de pretenții, Fundătura îngerilor ar putea fi considerat „un excelent roman de vacanță, realmente vesel și plăcut”, care oferă material de citit pentru o sumă de doi lei. Reacția lui Orwell nu a rămas fără urmări. În 2012, în The Guardian, D. J. Taylor descrie romanul ca pe un studiu al „detașării, al convingerii absolute exprimată de majoritatea personajelor că viața lor ar fi mai bine trăită în altă parte, făcând alte lucruri și în compania altor oameni" și a concluzionat că Fundătura îngerilor „reflectă minunat obiceiul ocazional al romanelor clasice de a observa aspecte ale vieții cotidiene pe care așa-numitele producții de lux le ignoră în mod obișnuit".

## Adaptări
În decembrie 1957, BBC a produs o adaptare pentru televiziune a romanului, cu următoarea distribuție:
- Maurice Denham – Domnul Smeeth
- Catherine Feller – Lena Golspie
- Thomas Gallagher – Căpitanul
- Ursula Jenkins – Edna Smeeth
- Alec McCowen – Turgis
- Maureen Pryor – Dna. Smeeth
- Robert Scroggins – Stanley Poole
- Anthony Sharp – Domnule Dersingham
- Sydney Tafler – Domnul Golspie
- Margaret Tyzack – domnișoara Matfield
- Robert Vahey – George Smeeth

O altă adaptare de televiziune a fost difuzată în Marea Britanie în 1967.
În mai 2013, pe BBC Radio 4 a fost difuzată o dramatizare în două episoade a romanului, regizată și produsă de Chris Wallis.